# Haveneau
Cet article concerne le filet de pêche. Pour l'animal, voir Fouine. Pour le rappeur franco-marocain, voir La Fouine.

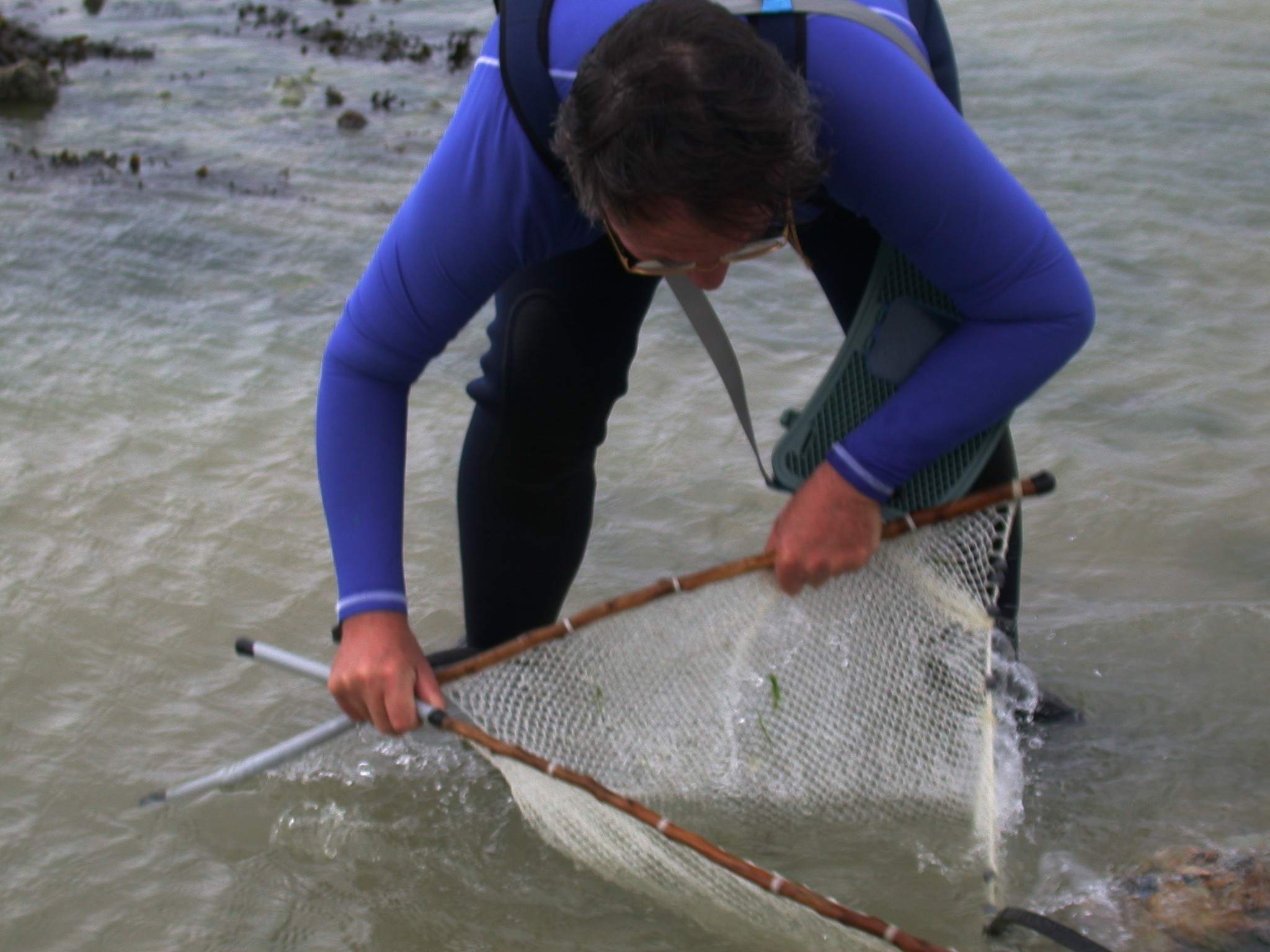
Usage d'une fouine.

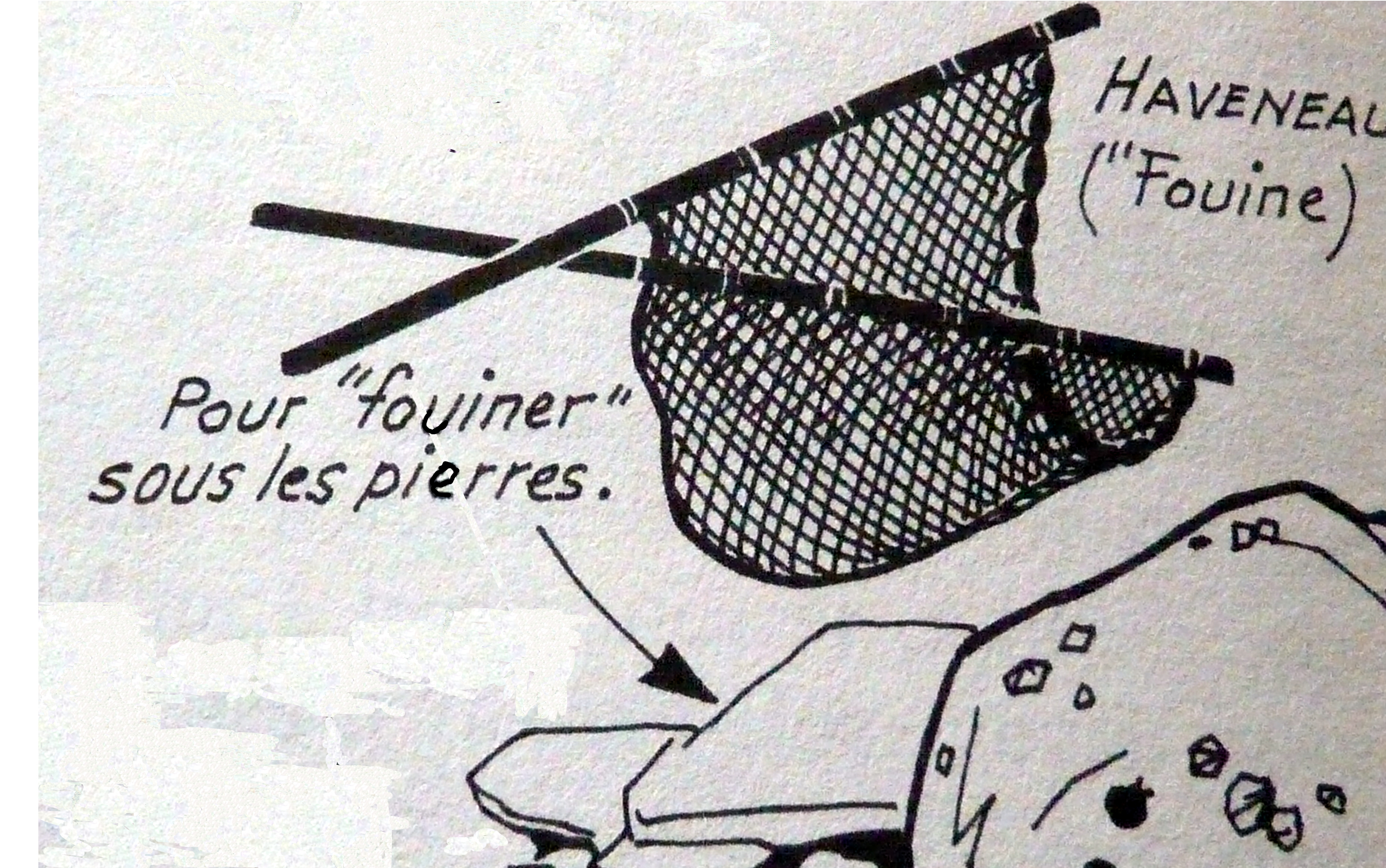
Le principe des fouines

Un haveneau (ou un havenet, un avano ou une fouine sur la côte normande) est un filet pour pêcher la crevette.

## Présentation
Le haveneau est un outil de poche pour la pêche à pied, sorte de petite épuisette, utilisé pour la pêche aux crevettes (bouquet) sur les plages sablonneuses.
Il est constitué de deux bâtons disposés en ciseaux et d'une poche en filet d'une ouverture d'1,50 mètre, lestée avec des plombs de manière à bien se poser dans le fond des mares lors de la basse mer. Ainsi, le pêcheur peut « fouiner » dans les varechs, entre les pierres branlantes et dans les crevasses, en passant le filet dessous.